# Непал на Сурдлимпийских играх
Непал участвует в летних Сурдлимпийских играх с Игр 2013 года (не участвовали в Играх 2022 года), в зимних Сурдлимпийских играх — с Игр 2019 года. По состоянию на лето 2023 года, на летних и зимних Сурдлимпийских играх медалей пока что не выигрывали.